# Tristan oder Isolde? Wagner Untold
Tristan oder Isolde? Wagner Untold ist ein Drama des deutschen Dramatikers Uwe Hoppe. Es wurde am 18. Juli 2015 auf dem Hoftheater im Steingraber-Palais durch die Studiobühne Bayreuth unter Regie des Autors uraufgeführt.

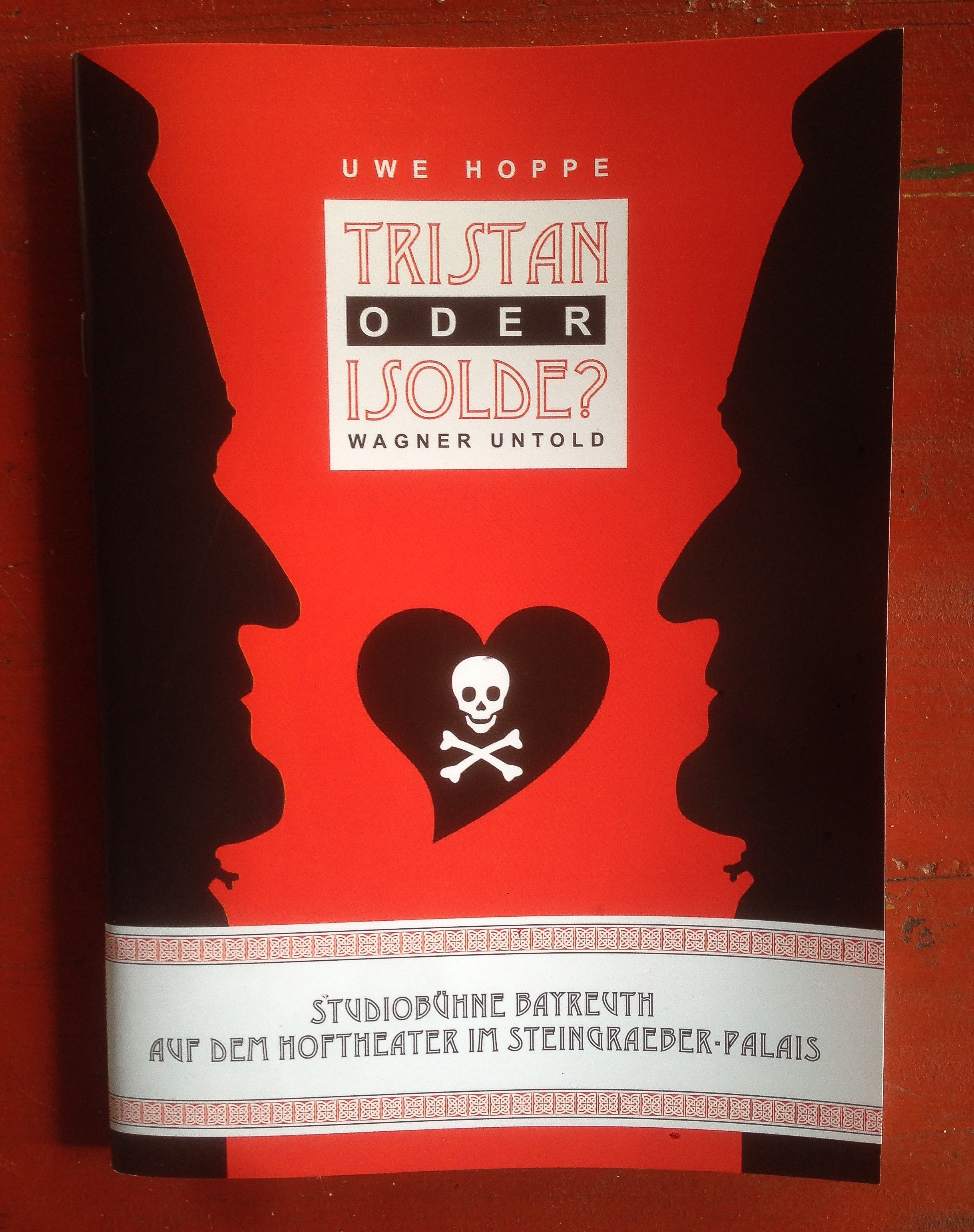
Programmheft aus dem Jahre 2015

## Inhalt

### Erster Akt
Die erste Szene des Stückes offenbart bereits das Ende: Tristan und Isolde sterben, Chaos macht sich breit als Kurwenal Melot tötet. König Marke erinnert sich wie alles begann; somit ist die folgende Handlung als Erzählung anzusehen.
Tristan kommt von Piraten verfolgt an den Hof des Königs von Kornwall. Der junge Held offenbart sich als der Neffe des Herrschers, seine Mutter starb bei seiner Geburt. Er soll Marke nach dessen Tod auf den Thron folgen. 
Tristan befreit Kornwall von der irischen Tyrannei, indem er Morold, Führer des irischen Heeres, enthauptet. Der abgeschlagene Kopf wird der Verlobten des Toten, Isolde, gebracht. Sie findet darin das Stück eines Schwertes. Stark verletzt wird Tristan unter dem Pseudonym Tantris zu Isolde gebracht, die ihn gesund pflegt. Schon bald aber entdeckt sie in ihm den Mörder ihres Mannes und will Rache. Doch ehe sie Tantris mit dessen Schwert ermorden kann, treffen sich die Blicke der beiden und es entflammt die Liebe zwischen ihnen. 
Tristan fährt wieder nach Kornwall und berichtet König Marke von Isolde. Melot, der Berater des Königs, sieht in ihr die ideale Ehefrau für Marke, der aber eigentlich nur Tristan will. So fährt Tristan schweren Herzens wieder nach Irland, tötet dort einen Drachen und darf als Preis Isolde mitnehmen und diese nach Kornwall führen.
Auf dem Schiff fordert Isolde Rache. Sie sieht in Tristan einen Verräter, der nur als Brautwerber gekommen war. Sie weist ihre Amme Brangäne an, den beiden einen Todestrank zu reichen. Diese entscheidet jedoch anders und reicht dem Paar einen anderen, der, wie sie glauben, ein Liebestrank sei. Es handelt sich jedoch nur um ein Glas Wasser. Beide fallen übereinander her und können nur mit Mühe wieder getrennt werden. König Marke erscheint und nimmt statt Isolde Brangäne als Braut mit, da Isolde sich nicht von Tristan trennen kann. Die beiden Frauen tauschen sich erst nach der Hochzeitsnacht wieder aus.

### Zweiter Akt
Am Hofe des Königs Marke findet ein Gespräch zwischen Isolde und Brangäne statt. Die Amme warnt die junge Verliebte; eine Beziehung zu Tristan sei höchst gefährlich, da Isolde ja mit Marke verheiratet ist. Sie wird an verschiedene Situationen erinnert, in denen nur haarscharf einer Entdeckung ausgewichen werden konnte und das auch nur, da Brangäne und Kurwenal auf Tristan und Isolde aufpassten.
Brangäne wird vertrieben, Tristan erscheint. Das Liebespaar beobachtet zwei Pärchen und kommt zu dem Schluss, dass ihre Liebe eine andere sei. Nur im Tod könnten sie endlich auf ewig vereint sein, ohne Angst vor jeglicher Entdeckung.
Es folgt die Inflagrantieentdeckung durch Marke und Melot. Marke ist am Boden zerstört und erklärt:
„Mein Leben warst du, Tristan. Diese Frau [Isolde] habt ihr mir aufgezwungen. Ich hab sie nicht angerührt. Ich hielt mich zurück, Tristan. So groß ist meine Liebe. Unerschütterbar, unendlich.“
Doch Tristan kann und will nicht mehr leben. Todessehnsüchtig will er sich in Melots Schwert stürzen und kann nur knapp zurückgehalten werden. Isolde will es ihm gleichtun, aber Brangäne hält sie auf. Tristan wird vom Hofe Markes verbannt.

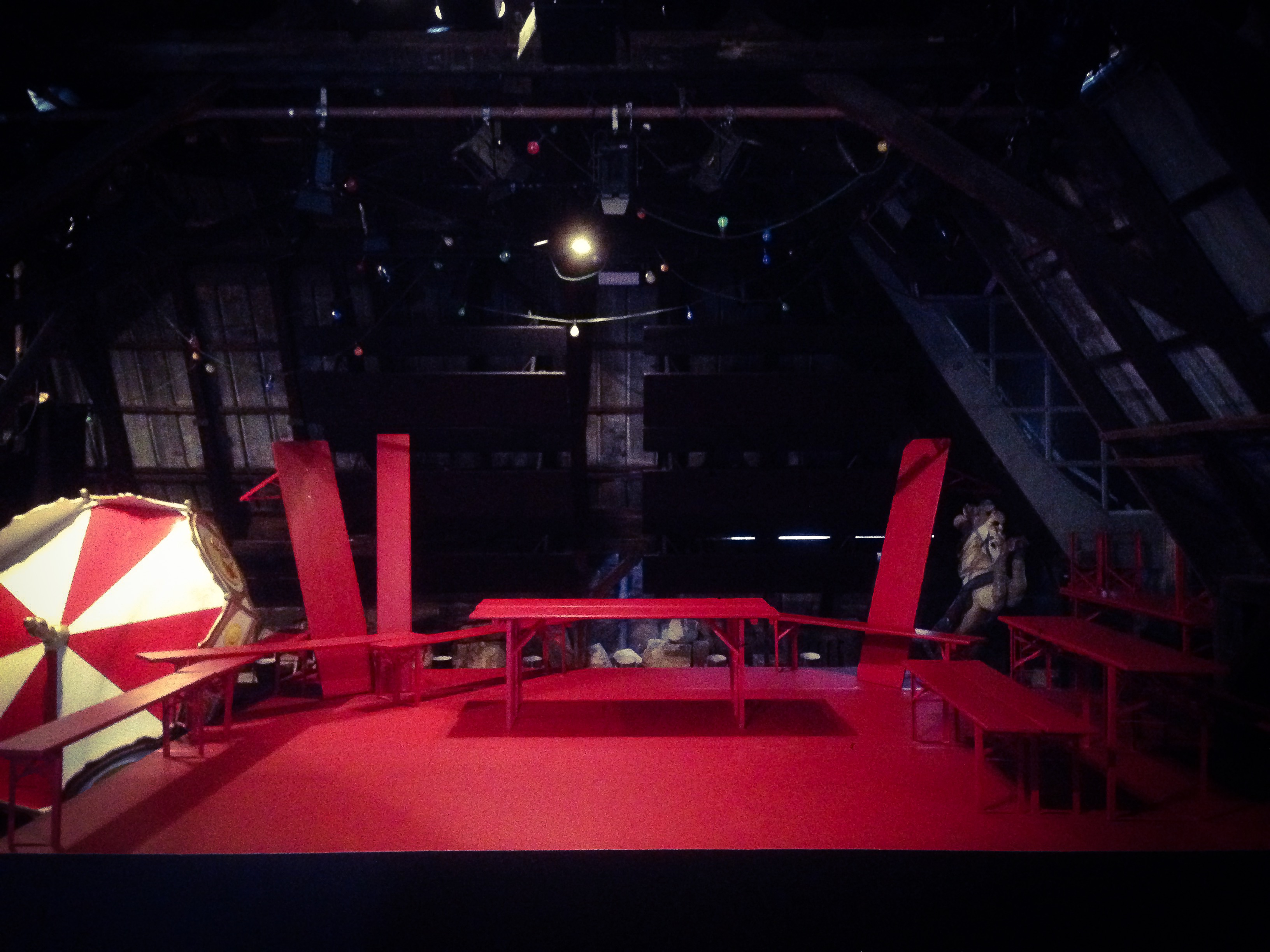
Bühnenbild der Uraufführung

### Dritter Akt
Zum Alkoholiker geworden und verheiratet mit Isolde Weißhand lebt Tristan sein Leben weiter. Er stürzt sich in Schlachten und Kriege, um endlich sterben zu können. Seine Ehe kann er nicht vollziehen, da er nur Isolde liebt. Zusammen mit Kurwenal erinnert er sich an die Zeit, als sie verkleidet nach Kornwall zu Isolde geschlichen sind und bei ihrem Gottesurteil zugesehen haben. Durch eine List Tristans konnte Isolde für unschuldig erklärt werden. 
In wildem Todeskampfe wird dem Helden die Geschichte seiner Eltern, Blanchefleur und Rivalin, erzählt. Sein Vater starb schon vor seiner Geburt, seiner Mutter bei ebendieser. Auch ihre Liebe war überschattet von gesellschaftlichen Zwängen und Unterschieden. 
Indem er seine Frau Isolde Weißhand erwürgt, kündigt diese die Ankunft Isoldens an. Sie erscheint, kann aber nur noch Tristans Tod mit anschauen. 
Es folgt eine Wiederholung der ersten Szene, Marke und Brangäne gestehen sich ihre Liebe zueinander ein. Isolde konstatiert das Vergangene:
„Wo waren wir? Wo sind wir? Wer sind wir? Was hätten wir leben sollen? Warum bin ich gekommen? Was habe ich erwartet? Festhalten, was nicht mehr zu halten war? Gezeichnete sind wir, Geschundene. Welcher Wahn hat mich hierher getrieben? Ich wollte sein mit dir, wie einst im Mai. Vorbei. Du hast gelebt. Ich habe gelebt. Jeder ist seinen Weg gegangen. Eine kleine Zeit lang gingen wir zusammen. Nun kreuzten sich unsere Linien wieder. Kurz. Schmerzhaft. Die Erinnerung verdreckt von Ekel und schreckvollem Erwachen. Wie ernüchternd. Wir sind vergilbte Bilder einer überglücklichen Jugend. Verzerrte Karikaturen unserer selbst. Es ist besser so. Es wäre nichts mehr draus geworden. Keine Erfüllung, nur Entleerung. Ausgeträumt, ausgesehnt, ausgehofft. Wir waren kein Paar, was sich im Alltag ertragen hätte. Alltagssorgen, Kindergeschrei, übergekochte Milch. Streitereien, Zänkereien, Sticheleien, Stänkereien. Unausgesprochene Kränkungen. Hätten wir leben können, uns aushalten können? Unsere Liebe war einzig groß, weil sie nicht sein durfte.“
Sie stirbt, ohne fremde Einwirkungen, einen Liebestod. 
Das Stück endet mit dem Liebespaar Kevin und Chantalle, das sich auf den Gräbern der Liebenden liebt.

## Literarische Vorlagen
Uwe Hoppe greift in seinem Tristan auf mehrere Vorlagen zurück. Auf der einen Seite die musikdramatische Handlung Tristan und Isolde von Richard Wagner, auf der anderen das literarische Fragment von Gottfried von Straßburg. Hoppe berichtet nicht nur die Geschehnisse, die auch bei Wagner gesehen werden können, sondern auch die Vorgeschichte und nicht erzählte Passagen. 
Es finden sich in Tristan oder Isolde? auch Anspielungen auf vorherige Produktionen von Uwe Hoppe, wie z. B. Zitate aus Richard! Mein Leben! und Leubald, dem Jugendwerk Richard Wagners.

## Wiederaufnahme 2016
Tristan oder Isolde? Wagner Untold feierte am 23. Juli 2016 seine erste und einzige Wiederaufnahme auf dem Hoftheater im Steingraeber-Palais. 2017 wurde das Stück von Heda! Heda! Hedo! abgelöst.

## Rezensionen
Jens Voskamp bezeichnet das Stück auf nordbayern.de als „anarchischen Cocktail aus Daily Soap, Telenovela, Opernzitat und hochmittelalterlichem Versepos“.
Monika Beer vom Richard-Wagner-Verband Bamberg bezeichnet das Stück als spannend und unterhaltsam und schreibt: „Es geht mal schrill, mal schräg, mal sanft durch verschiedene Zeiten und Erzählebenen“.
Die Bayerische Staatszeitung meint zu dem Stück, dass es „über zwei Stunden lang germanistisch manchmal direkt interessant, manchmal denn doch allzu gelehrsam“ dort zugeht und „dann wieder richtig blöd“. Insgesamt käme szenisch „eine Mischung von Ernst, Satire, Ironie und tieferer Bedeutung samt Comic und Franken-Klamauk heraus.“